# هيوركا

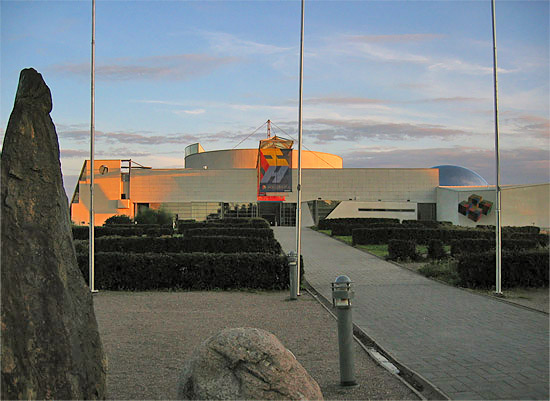
مركز هيوركا العلمي

هيورِكا مركز علمي في مدينة فانتا إلى الشمال من العاصمة الفنلندية هلسنكي. يهدف إلى تسهيل الوصول إلى المعرفة العلمية وتطوير أساليب التعليم العلمي. تنطوي معروضاته إلى حد كبير على المشاركة النشطة والكثير منها مصنوع للأطفال. ويشمل أيضاً قبة فلكية قادرة على عرض الأفلام الرقمية بانورامية.